# Herman de By
Herman Alexander de By (* 16. Februar 1873 in Rotterdam; † 24. Februar 1961 ebenda) war ein niederländischer Schwimmer, Boxer und Ruderer.

## Karriere
De By besuchte eine öffentliche britische Schule in Ramsgate. Seine sportlichen Aktivitäten begannen zunächst im Tennissport, bevor er sich dem Schwimmen zuwandte. 1897 erreichte er bei den belgischen Meisterschaften den zweiten Rang über 100 m Freistil. Im Jahr 1900 nahm er an den Olympischen Spielen in Paris teil. Dort scheiterte er im Wettbewerb über 200 m Freistil als Zweiter seines Vorlaufes am Finaleinzug. Im Anschluss verließ er den Schwimmsport und begann mit dem Boxen. Hierfür engagierte er zwei britische Trainer und war für den Boxwettbewerb im Schwergewicht bei den Olympischen Spielen 1908 in London gemeldet. Kurz vor Beginn der Spiele brach sich der Niederländer allerdings das Handgelenk, weshalb er beim Wettbewerb nicht an den Start gehen konnte.
Neben diesen beiden Sportarten betätigte sich de By auch im Rudersport. Bereits um die Jahrhundertwende nahm er hier an niederländischen Meisterschaften teil. Diesen Sport betrieb er bis ins hohe Alter.